# Uzemain
Uzemain is een gemeente in het Franse departement Vosges (regio Grand Est) en telt 1043 inwoners (1999).

## Geschiedenis
De gemeente maakte deel uit van van het kanton Xertigny totdat dat werd samengevoegd met de kantons Bains-les-Bains en Plombières-les-Bains tot het huidige kanton Le Val-d'Ajol. Alle gemeenten in de genoemde kantons maken uit van het arrondissement Épinal.

## Geografie
De oppervlakte van Uzemain bedraagt 27,2 km², de bevolkingsdichtheid is 38,3 inwoners per km².
De onderstaande kaart toont de ligging van Uzemain met de belangrijkste infrastructuur en aangrenzende gemeenten.

## Demografie
Onderstaande figuur toont het verloop van het inwonertal (bron: INSEE-tellingen).